# بابلو كاباييرو
بابلو كاباييرو (بالإسبانية: Pablo Eduardo Caballero)‏ هو لاعب كرة قدم أوروغواياني في مركز الوسط، ولد في 21 نوفمبر 1987 في مونتيفيديو في الأوروغواي. لعب مع إنديبندينتي ديل فال وديفينسور سبورتينغ ونادي ريجينا.

## وصلات خارجية
- بابلو كاباييرو على موقع قاعدة بيانات كرة القدم.إي يو (الإنجليزية)
- بابلو كاباييرو على موقع Soccerway.com (الإنجليزية)
- بابلو كاباييرو على موقع AS.com (الإسبانية)